# Makerua Swamp

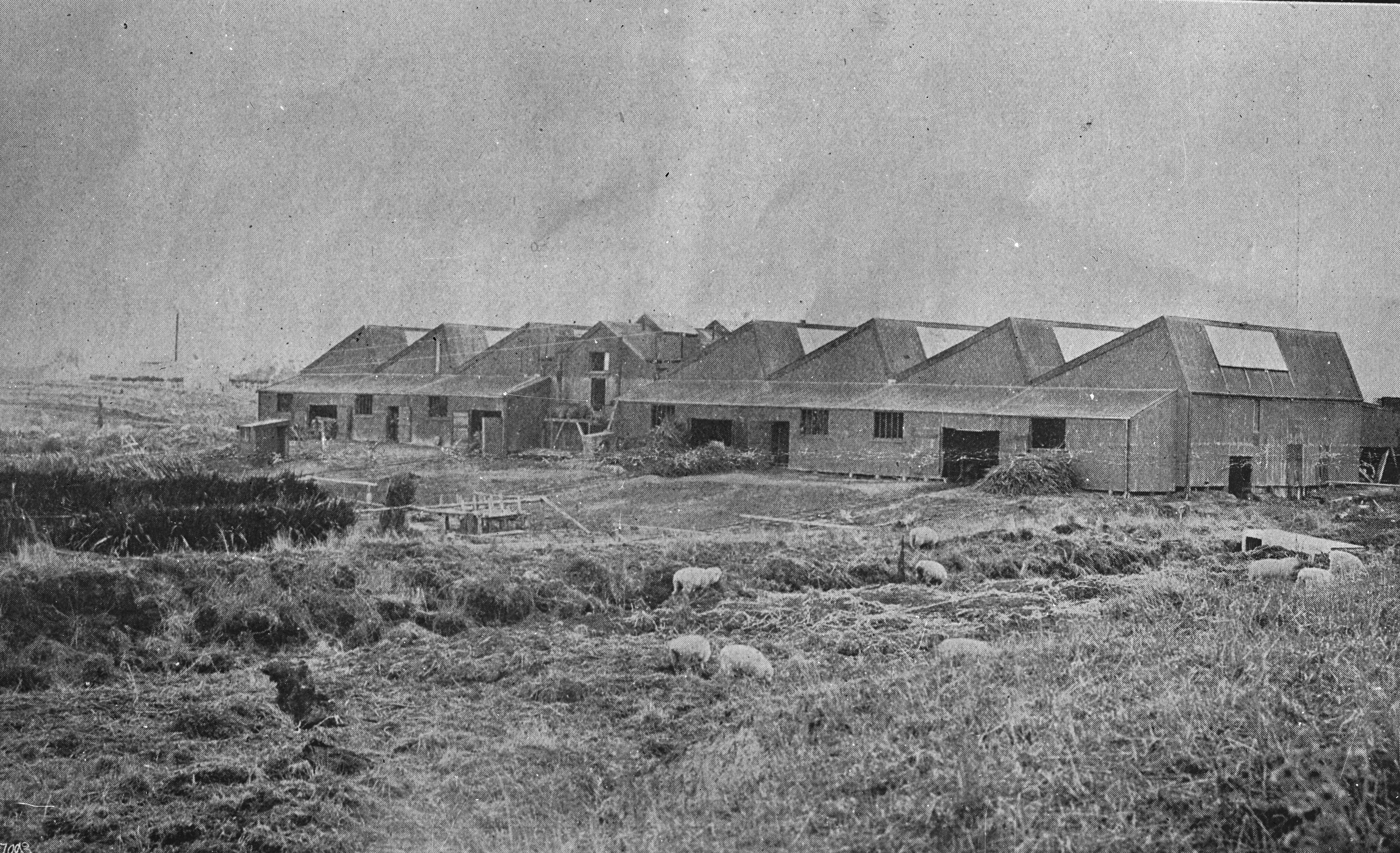
Die Miranui Flax Mill im Makerua Swamp, ca. 1910

Der Makerua Swamp (deutsch: Makerua-Sumpf), auch die Opiki Plains (deutsch: Opiki-Ebene), im Opiki-Distrikt der Region Manawatū-Whanganui von Neuseeland war um 1910 das Zentrum des Anbaus von Neuseeländer Flachs. Entlang des Manawatū River standen zahlreiche Flachsfabriken (Flax Mills). Flachsfasern waren ein wichtiges Exportprodukt von Neuseeland.

## Geographie
Der Makerua Swamp erstreckte sich ursprünglich in der Küstenebene von Palmerston North, die sich im Westen der Tararua Range befindet, entlang des Manawatū River auf der Nordinsel von Neuseeland. Heute gehört das Gebiet zu den Orten Opiki, Tokomaru, Moutoa und Shannon. Zwischen Hügeln, die nach Westen die Ebene abgrenzen und der Tararura Range im Osten erstreckt sich die flache, tiefliegende Eben, in der der Fluss in wilden Mäanderschlingen verläuft. Im Osten bildet der Tokomaru River, dessen Zuflüsse aus der Tararua Range kommen die Grenze des Sumpfes. Weitere Flüsse sind Kara River, Mangaore und Koputaroa. Ab Moutoa (⊙) vollführt der Fluss einen weiten Bogen nach Süden, bevor er bei Foxton Beach in die South Taranaki Bight mündet. Bereits nordwestlich von Moutoa jedoch gibt es einen Flutkanal zur Hochwasserregulierung, der diesen Bogen abkürzt.
Heute ist das Gebiet zum großen Teil urbar gemacht und wird landwirtschaftlich genutzt. Bei Mukapai im Gebiet von Tokomaru gibt es noch ein kleines Areal mit einer Fläche von 45,2 Hektar (⊙), das unter Naturschutz steht.

## Flachsmühlen
Im Makerua Swamp bestanden Anfang des 20. Jahrhunderts viele Flachsmühlen am Ufer des Manawatu River. Flachsfasern vom Neuseeländer Flachs (New Zealand hemp, New Zealand flax; Harekeke; phormium tenax) waren ein wichtiges Exportgut Neuseelands.
Die Miranui Flax Mill bei Shannon (in der maorischen Sprache Große Mühle) war von 1907 bis 1933 in Betrieb und war die größte Flachs-Mühle in der Gegend. Zu ihrem Höhepunkt hatte sie sieben Flachsbrechmaschinen und 300 Mitarbeiter.

## Verkehr
Die Nationalstraße 56 durchquert den Sumpf, während die Nationalstraße 57 entlang der südlichen Grenze, am Fuß der Tararua Range verläuft.

### Eisenbahn

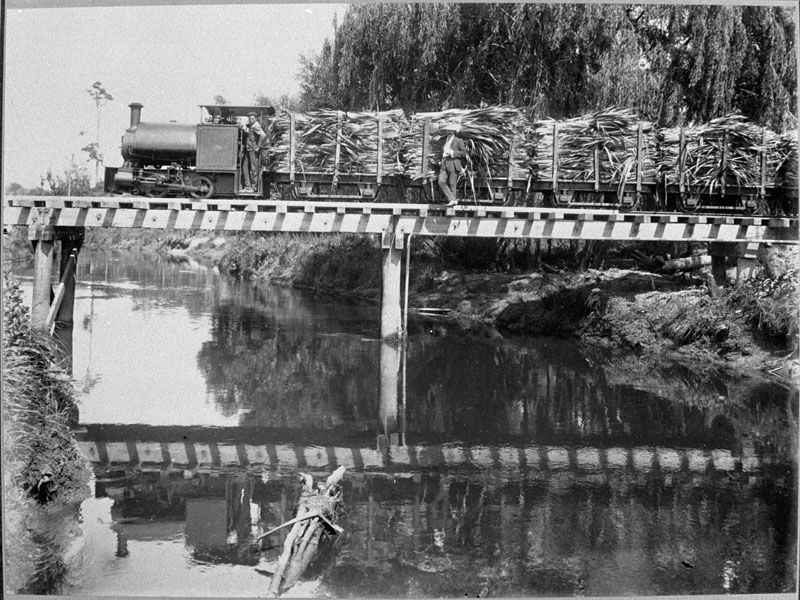
Dampflokomotive mit mit Flachs beladenen Loren überquert den Tokomaru Stream.

Die Miranui Flax Mill unterhielt auch die Miranui Flax Tramway, eine 5,6 km lange Feldbahn mit einer Spurweite von 3 Fuß (914 mm) Da die Lokomotive zu schwer für das sumpfige Gelände war, wurden 1910 ab von Pferden gezogene Loren verwendet.

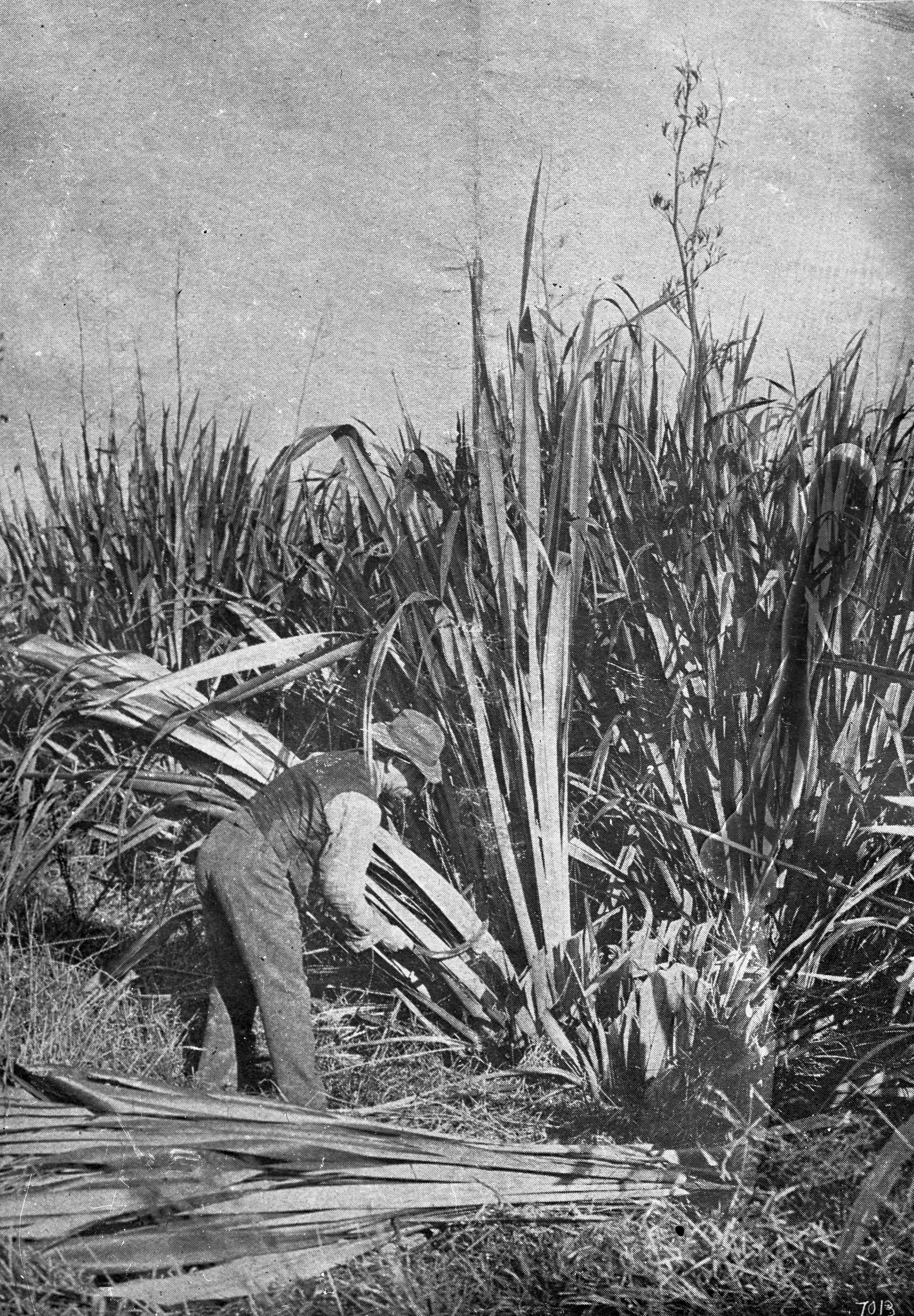
Ein Arbeiter erntet die grünen Blätter
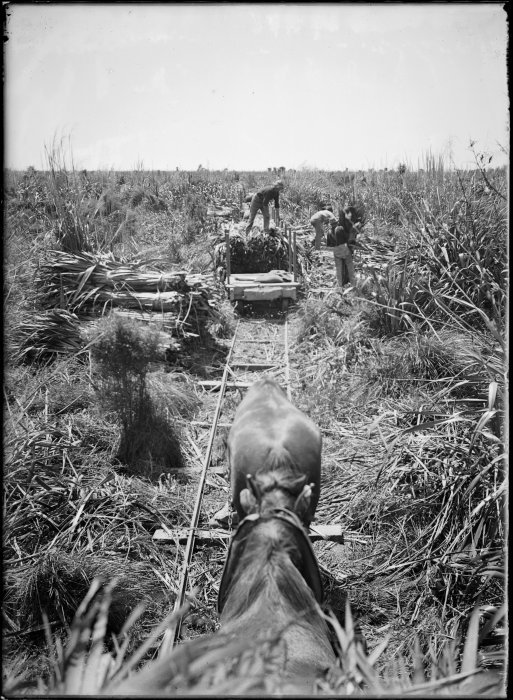
Verladung des Flachses auf Feldbahn-Loren
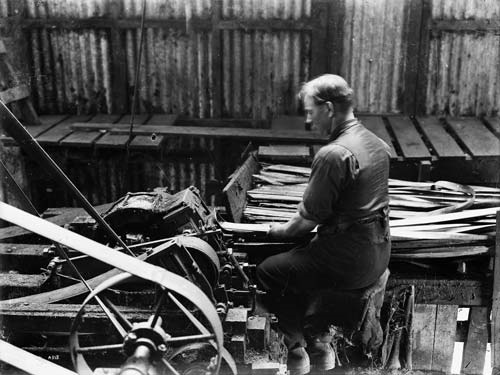
Ein Arbeiter beschickt einen Flax Stripper
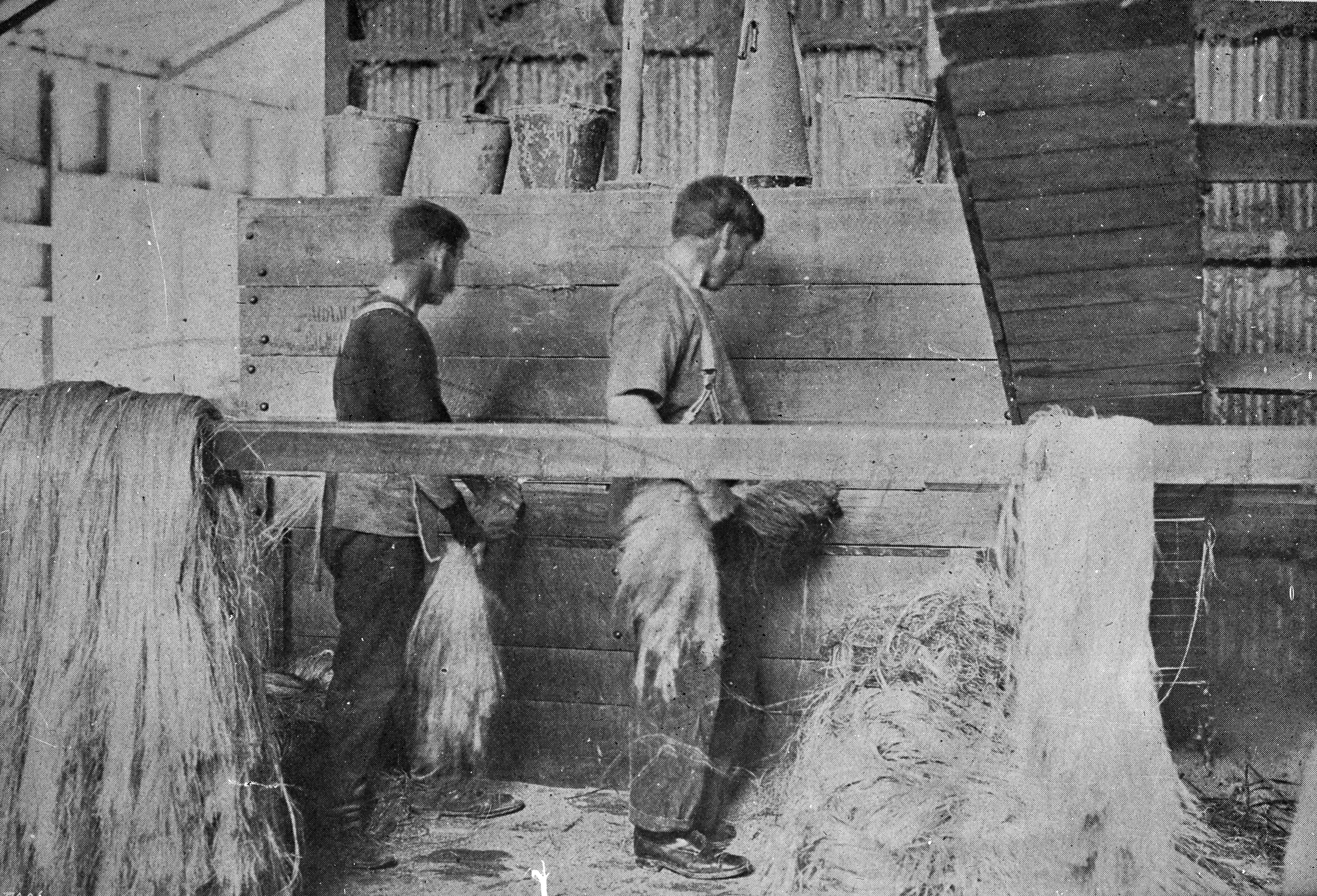
Zwei Arbeiter beim Bürsten des Flachses
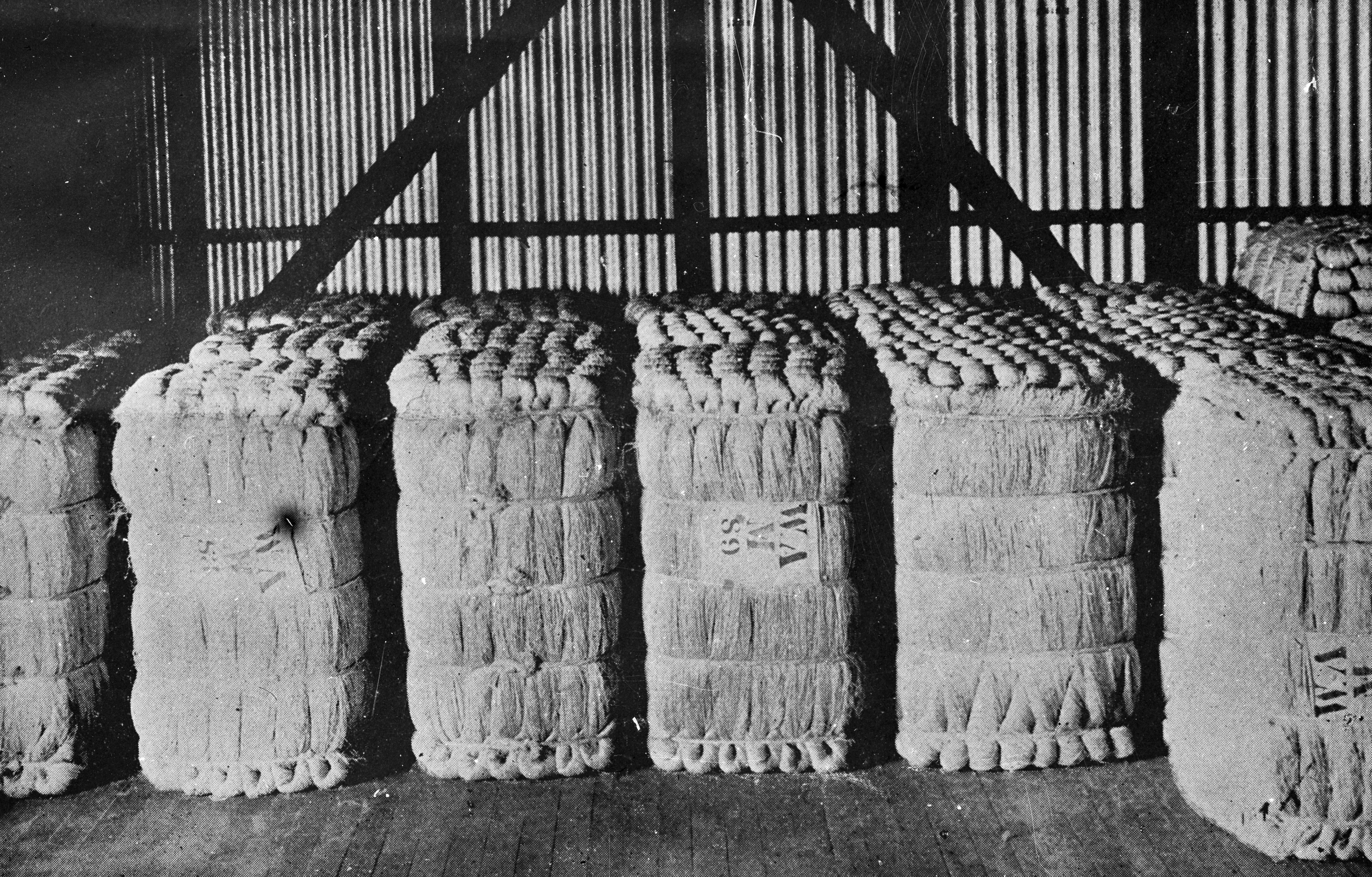
Flachsballen zum Abtransport
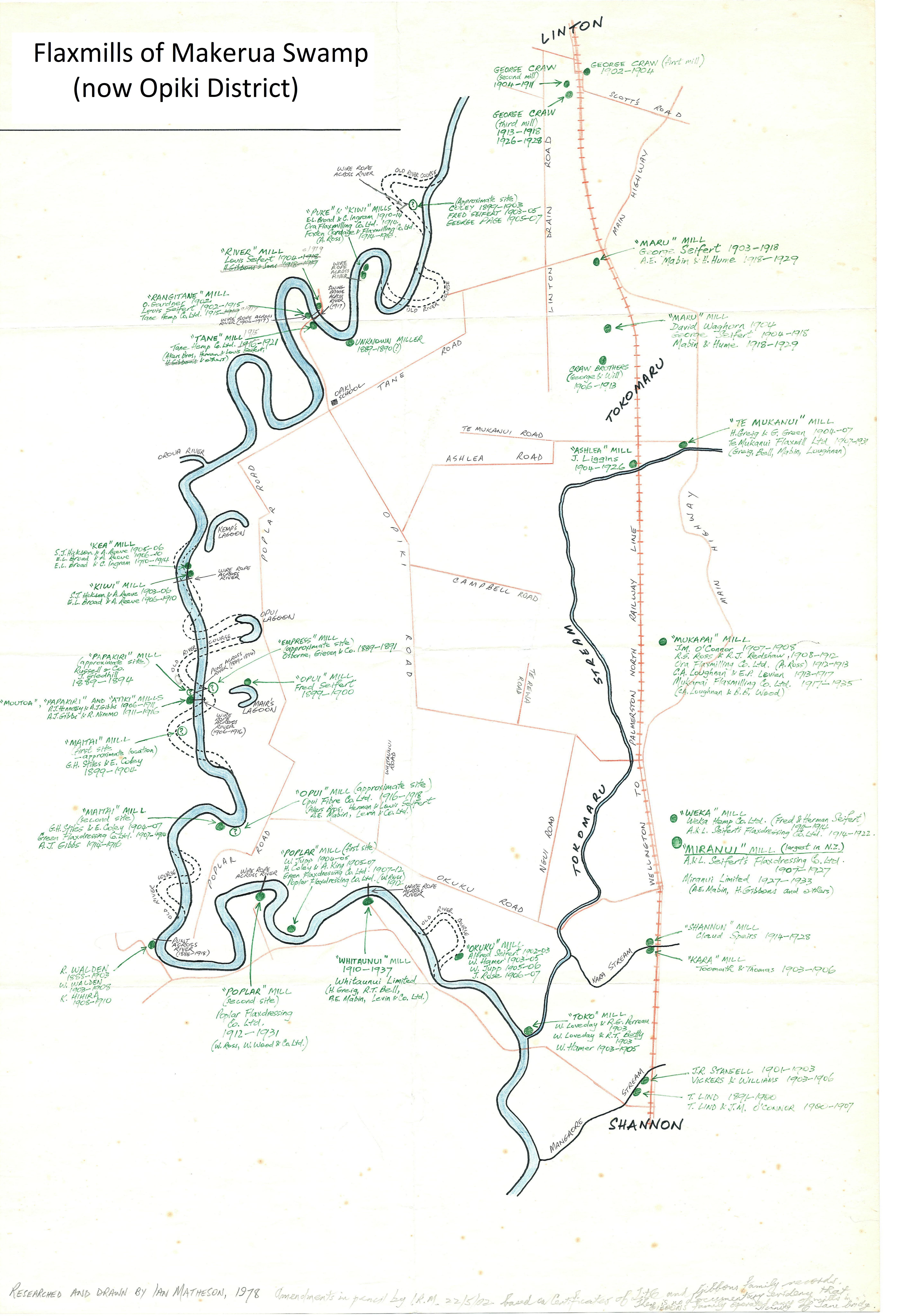
Karte der Flachsfabriken